# Голодная война
Голо́дная война́ (пол. Wojna głodowa; нем. Hungerkrieg) — военный конфликт между Королевством Польским и Великим княжеством Литовским с одной стороны и Тевтонским орденом с другой, произошедший летом 1414 года. Конфликт получил название «Голодная война» из-за использования обеими сторонами тактики выжженной земли, которая в Средневековье сводилась к сжиганию посевов на полях с целью уничтожения источников питания для противника. Голод и чума распространились по всей Пруссии. По словам Иоганна фон Посилге, после войны от чумы умерло 86 рыцарей Тевтонского ордена.

## Предыстория конфликта
Итоги Великой войны 1409—1411 годов не решили всех противоречий между Великим княжеством Литовским и Тевтонским орденом. Великий князь Витовт претендовал на весь правый берег Немана, включая Мемель (Клайпеду). В свою очередь крестоносцы требовали, чтобы после смерти Витовта и польского короля Ягайло Жемайтия была передана Ордену. Посредником в урегулировании вопроса согласился выступить император Священной Римской империи Сигизмунд. Для рассмотрения аргументов сторон Сигизмундом был назначен Бенедикт Макра, который 3 мая 1413 года вынес решение в пользу Великого княжества Литовского.
Великий магистр Ордена Генрих фон Плауэн отказался подчиниться решению и решил начать военную кампанию. Войска вошли в северную Польшу, однако вскоре поднялся бунт: рыцари не верили в успех, считая, что орден ещё недостаточно оправился после разгрома под Танненбергом в 1410 году. Маршал Михаэль Кюхмайстер приказал начать отход в Пруссию: кампания продлилась всего 16 дней. Больной фон Плауэн собрал капитул, на котором обвинил орденских военачальников в измене. Однако члены капитула не повиновались магистру, в результате чего, Генрих был осужден, лишен печати и всех магистерских знаков и брошен в темницу. 9 января 1414 года новым магистром стал Михаэль Кюхмайстер. В мае он попытался возобновить переговоры, однако король Ягайло отказался от переговоров, требуя восстановить в должности фон Плауэна.

## Ход войны
В июне 1414 года в Ленчицком замке Ягайло объявил войну ордену. Польско-литовская армия вторглась в пределы Пруссии, но крестоносцы, не желая вступать в открытый бой, укрылись за стенами замков. При помощи прусского Союза ящерицы объединённой армии удалось взять Найденбург, Маранген, Остероду, Алленстайн, Гонештайн, Крисбург, Бискупице, Рисенбург и 26 декабря Кузентник. За несколько недель была занята вся Вармия до Эльбинга и Браунсберга.
После осады польско-литовским войском сильноукреплённого Бродницкого замка магистр Кюхмайстер предложил мир в обмен на Кульмерланд, Куявию, южную часть гданьского Поморья и Жемайтию, которая должна была отойти Великому княжеству Литовскому. Ягайло ответил отказом.
После отправленного крестоносцами папе римскому письма с предложением решить конфликт дипломатическим путём выступил папский легат епископ лозаннский Вильям (Ян). 8 октября в Страсбурге (Броднице) было заключено двухлетнее перемирие. Ягайло и Витовт согласились представить свои претензии к Ордену на Констанцском соборе. Позже перемирие было продлено до 1418 года. Неблагоприятный для Ягайло и Витовта ход переговоров привёл к новой войне (1419).